# Krzyżacy
Krzyżacy es una película épica histórica polaca de 1960 adaptada de la novela de 1900 del premio Nobel Henryk Sienkiewicz. La película, dirigida por Aleksander Ford, es una de las películas de mayor éxito en la historia del cine polaco.
La trama está situada en la Polonia de finales del siglo XIV y principios del XV y se centra en la Guerra polaco-lituano-teutónica y la culminante Batalla de Grunwald en 1410. Se emplearon 15.000 extras para crear las escenas de batalla.
La película atrajo a un gran público: vendió 14 millones de entradas en sus primeros cuatro años de estreno y tuvo más de treinta millones de espectadores en 2000, lo que la convirtió en la película más popular jamás proyectada en Polonia. Posteriormente se exportó a cuarenta y seis países extranjeros, vendiendo 29,6 millones de entradas en la Unión Soviética y otros 2,6 millones de entradas en la República Socialista Checoslovaca, y fue la película polaca de mayor éxito a nivel internacional.  Fue la presentación polaca para la 33.ª edición de los Premios Óscar.
Fue estrenada el 15 de julio de 1960, en el 550 aniversario de la batalla de Grunwald.

## Reparto
- Grażyna Staniszewska como Danusia Jurandówna
- Urszula Modrzyńska como Jagienka ze Zgorzelic
- Mieczysław Kalenik como Zbyszko z Bogdańca
- Aleksander Fogiel como Maćko z Bogdańca
- Andrzej Szalawski como Jurand ze Spychowa
- León Niemczyk como Fulko de Lorche
- Henryk Borowski como Zygfryd de Löwe
- Tadeusz Białoszczyński como duque Janusz I de Varsovia
- Emil Karewicz como el rey Vladislao Jagellón
- Józef Kostecki como el duque lituano Vitautas
- Lucyna Winnicka como la duquesa Anna Danuta, esposa de Janusz I de Varsovia
- Cezary Julski como Zawisza Czarny
- Jerzy Kozakiewicz como Cztan z Rogowa
- Janusz Paluszkiewicz como Mariscal real
- Jerzy Pichelski como Powala de Taczew
- Stanisław Jasiukiewicz como Gran Maestre de los Caballeros Teutónicos Ulrich von Jungingen
- Mieczysław Voit como Kuno von Lichtenstein
- Janusz Strachocki como Gran Maestre de los Caballeros Teutónicos Konrad von Jungingen